# Mario Knögler
Mario Knögler (ur. 2 lipca 1979 w Wels) – austriacki strzelec, olimpijczyk z Aten, Sydney i Pekinu. 

## Kariera

### Początki
Swoją karierę ze sportem rozpoczął od gry w hokeja, później odkrył swój talent w strzelectwie. 

### Sukcesy[1][2]
| Rok  | Mistrzostwa                   | Medal   | Klasa             |
| ---- | ----------------------------- | ------- | ----------------- |
| 2006 | Mistrzostwa świata, Zagrzeb   | Złoty   | KK 3x40           |
| 2006 | Mistrzostwa świata, Zagrzeb   | Srebrny | GK 3x40           |
| 2006 | Mistrzostwa świata, Zagrzeb   | Brązowy | LG drużynowo      |
| 1999 | Mistrzostwa świata, Veit      | Srebrny | 30m, dwie pozycje |
| 1999 | Mistrzostwa świata, Veit      | Srebrny | 30m stojąc        |
| 1999 | Mistrzostwa świata, Veit      | Brązowy | 30m klęcząc       |
| 1999 | Mistrzostwa Europy, Bordoux   | Złoty   | KK                |
| 2003 | Mistrzostwa Europy, Pilzno    | Złoty   | KK 3x40           |
| 2003 | Mistrzostwa Europy, Pilzno    | Złoty   | KK leżąc          |
| 2005 | Mistrzostwa Europy, Tallin    | Złoty   | LG drużynowo      |
| 2006 | Mistrzostwa Europy, Moskwa    | Złoty   | LG                |
| 2007 | Mistrzostwa Europy, Deauville | Złoty   | LG drużynowo      |
| 2007 | Mistrzostwa Europy, Granada   | Złoty   | KK 3x40           |

### Igrzyska olimpijskie
Reprezentował Austrię na trzech kolejnych igrzyskach olimpijskich (w Sydney, Atenach i Pekinie) bez większych sukcesów.